# Németh József (festő)
Németh József (Kaposszerdahely (anyakönyvezve: Szenna), 1928. október 3. – Hódmezővásárhely, 1994. augusztus 2.) festőművész, grafikus.

## Életpályája
Családja szegény volt, szülei 8 gyermeket neveltek. 1940-ben kenyérkereső munka után kellett néznie. A cséplőgép mellett dolgozott, hogy édesapja fizetését kiegészítse a 10 tagú család ellátásához. 1946-ban szobafestőtanoncnak állt Kaposváron. 1949-ben átvette segédlevelét. 1949-ben a Z. Soós István és Gerő Kázmér által vezetett kaposvári képzőművészeti szabadiskolában végezte tanulmányait. Bortnyik Sándor és Hincz Gyula főiskolai tanárok figyeltek fel rá. 1957-ben végzett a Magyar Képzőművészeti Főiskolán, ahol mesterei Pap Gyula, Bán Béla és Szőnyi István voltak. 1957-ben Hódmezővásárhelyen telepedett le. Az 1980-as, 1990-es évek fordulóján egészségi állapota megromlott, de változatlan intenzitással dolgozott tovább. 1981–1984 között volt a titkára a Magyar Képzőművészek és Iparművészek Szövetsége Dél-Alföldi Területi Szervezetének.

### Munkássága
Az 1970-es évektől kezdve festészetének egy másik, lírai vonulata is kialakult. Az 1980-as években felerősödött benne a természetábrázolás és a természetszimbolika. Alkotói világának fontos részét jelentette az alföldi táj, és a benne élő munkálkodó ember.
2014-ben, halálának 20. évfordulóján Hódmezővásárhelyen a Tornyai János Múzeumban kiállítással emlékeztek meg róla.

## Egyéni kiállítások
- 1960 • Tornyai János Múzeum, Hódmezővásárhely (kat.)
- 1961 • Műcsarnok, Budapest (kat.) • Bakony Múzeum, Veszprém
- 1966 • Collegium Hungaricum, Bécs
- 1967 • Ernst Múzeum, Budapest (kat.) • Rippl-Rónai József Múzeum, Kaposvár
- 1970 • Derkovits Terem, Budapest
- 1972 • Műcsarnok, Budapest (kat.) • Salon HDLU, Zágráb
- 1974 • Szovjet Képzőművészeti Szövetség Kiállítóterem, Moszkva (kat.)
- 1976 • Veres P. Művelődési Központ, Balmazújváros • Művelődési Központ, Derecske
- 1977 • Móricz Zs. Művelődési Központ, Szentes (kat.) • Kiskun Múzeum, Kiskunfélegyháza (kat.)
- 1978 • Megyei. Művelődési Központ, Kecskemét (kat.) • Hatvani Galéria, Hatvan • Vörösmarty Művelődési Ház, Fót (kat.)
- 1979 • Csók Galéria, Budapest (kat.) • Szolnoki Galéria, Szolnok (kat.) • Művelődési Ház, Szegvár • Kossuth Művelődési Központ, Csongrád
- 1980 • Tornyai János Múzeum, Hódmezővásárhely (kat.) • Szántó Kovács Múzeum, Orosháza • Semmelweis Kórház, Kiskunhalas
- 1982 • Művelődési Ház, Szegvár
- 1984 • Művésztelepi Galéria, Szentendre
- 1985 • Állatorvostudományi Főiskola, Hódmezővásárhely
- 1986 • Ernst Múzeum-Tornyai János Múzeum-Somogyi Képtár (gyűjt., kat.)
- 1996 • Németh László Könyvtár, Hódmezővásárhely
- 1997 • Vachott S. Városi Könyvtár, Gyöngyös
- 1998 • Tiszai Galéria, Csongrád
- 1999 • Nemzeti Történelmi Emlékpark, Ópusztaszer.

## Válogatott csoportos kiállítások
- 1956-1994 • valamennyi Vásárhelyi Őszi Tárlat
- 1959 • 7. Magyar Képzőművészeti kiállítás, Műcsarnok, Budapest • Az Alföld a festészetben, Műcsarnok, Budapest
- 1960 • 8. Magyar Képzőművészeti kiállítás, Műcsarnok, Budapest • XXX. Velencei Biennálé, Velence • Magyar Képzőművészet a XIX-XX. században, Künstlerhaus, Bécs
- 1961 • Fiatal Képzőművészek Stúdiója Egyesület kiállítása, Peking
- 1962 • 9. Magyar Képzőművészeti kiállítás, Műcsarnok, Budapest • Nyári Tárlat, Móra Ferenc Múzeum, Szeged • Fiatal Művészek Biennáléja, Musée d'Art Moderne de la Ville de Paris
- 1963 • Vásárhelyi Művészek, Rákóczi Múzeum, Sárospatak
- 1964 • Fiatal Képzőművészek Stúdiója Egyesület V. kiállítása, Ernst Múzeum, Budapest • 10. Magyar Képzőművészeti kiállítás, Műcsarnok, Budapest • Vásárhelyi Művészek Kiállítása, Városi Galéria, Zenta (Senta, YU) • Moderna G. Belgrád
- 1966 • XX. sz.-i festészet és szobrászat, Magyar Nemzeti Galéria, Budapest
- 1967 • Alföldi festők kiállítása, Puskin Múzeum, Moszkva • Mai Magyar Művészet, Kultúra- és Tudomány Palotája, Varsó
- 1968 • Fiatal Képzőművészek Stúdiója Egyesület Jubileumi kiállítása, Stúdió 58-68, Műcsarnok, Budapest • 11. Magyar Képzőművészeti kiállítás, Műcsarnok, Budapest • Új Magyar Festészet, Magyar Nemzeti Galéria, Budapest • I. Nemzetközi Triennálé, Lalit Kala Akadémia, Újdelhi
- 1969 • Magyar művészet 1945-1969, Műcsarnok, Budapest
- 1970 • SZOT Felszabadulási Pályázata, Magyar Nemzeti Galéria, Budapest • Magyar Kulturális Hét, Városh., Bologna
- 1971 • A vásárhelyi művésztelep kiállítása, Hatvani Galéria, Hatvan
- 1972 • Mai Magyar Képzőművészeti Kiállítás, Fredrikstadt-i Városh., Koppenhága
- 1973 • Elkötelezett realista festészet I., Nemzetközi kiállítás, Bolgár Képzőművészeti Szövetség Székháza, Szófia
- 1974 • Mai magyar képzőművészet, Városi Galéria, Helsinki
- 1975 • Képek és szobrok három évtized művészetéből, Magyar Nemzeti Galéria, Budapest • Realista törekvések mai művészetünkben, Hatvani Galéria, Hatvan
- 1975-1978 • 30 Győzelmes Év - Tíz Szocialista Ország, vándorkiállítás • 1975 • Manyezs, Moszkva • Altes Museum, Berlin
- 1976 • Budapesti Nemzetközi Vásár, Budapest • Izlozsbena G., Szófia • Plovdivi Vásár, Plovdiv • M. de Arta, Bukarest
- 1977 • Zacheta, Varsó
- 1978 • M. Nationale Palacio de Bellas Artes, Havanna • M. Izobrazityelnüh Iszkusztv, Ulan Bator
- 1976 • Realista törekvések mai művészetünkben, Magyar Nemzeti Galéria, Budapest
- 1977 • Festészet '77, Műcsarnok, Budapest
- 1978 • Tiszatáj, Derkovits Terem, Szombathely
- 1979 • Tiszatáj, Csontváry Terem, Pécs
- 1980 • Művészet és Társadalom, Műcsarnok, Budapest
- 1981 • Tiszatáj, Gulácsy Terem, Szeged
- 1982, 1984 • Országos Képzőművészeti kiállítás, Műcsarnok, Budapest
- 1985 • 40 alkotó év, Műcsarnok, Budapest
- 1989 • Közép-Európai Művészek, Olympic Art, London
- 1990 • Nyári Tárlat, Queen's Gallery, London
- 1991 • Les Editions Arts et Images du Monde, Párizs
- 1994 • Tájkép Biennálé, Hatvani Galéria, Hatvan
- 1996 • Ember és Természet, Városi Galéria, Mezőtúr • Szőnyi István és köre, Koller Galéria, Budapest
- 1997 • 25 év a Hatvani Galériában, Hatvan • Gerő Kázmér tanítványai, Színfolt Galéria, Kaposvár
- 1998 • Paletta, Vigadó Galéria, Budapest • Damjanich János Múzeum, Szolnok
- 1999 • Papp Gyula és alföldi tanítványai, Kramsdorf (D) és Petőfi Művelődési Központ Orosháza.

## Művek közgyűjteményekben
- Damjanich János Múzeum, Szolnok
- Herman Ottó Múzeum, Miskolc
- Janus Pannonius Múzeum, Pécs
- Mezőgazdasági Múzeum, Budapest
- Magyar Nemzeti Galéria, Budapest
- Puskin Múzeum, Moszkva
- Szombathelyi Képtár, Szombathely
- Tornyai János Múzeum, Hódmezővásárhely
- Patkó Imre gyűjtemény, Győr (Alvó nő, 1964)

## Köztéri művei
- kerámia falikép (1957, Hódmezővásárhely, Dilinka temető)
- freskó (1962, Hódmezővásárhely, Petőfi Művelődési Ház)
- Nyilazó lovasok (kerámia falikép, 1963, Kazincbarcika, Borsodi Vegyikombinát)
- Évszakok (gobelin, 1971, Kiskunhalas, Városi Pártbizottság)
- Tizenkét hónap (panno, Hódmezővásárhely, 1974, házasságkötő t.)
- Triptichon (panno, 1975, Eger, Művelődési Központ)
- Triptichon I-III. (panno, 1975, Szenna, házasságkötő t.)
- Freskó (1980, Csongrád, Városi Tanácsház díszterme)
- 7 db-os pannosorozat (1981, Szegvár, házasságkötő t.)
- szövött falikép (gobelin, 1983-1985, Hódmezővásárhely, házasságkötő t.)
- Boldogság kertje (panno, 1984, Hatvan, házasságkötő t.)

## Díjai, elismerései
- 1961: Tornyai-plakett
- 1962-1965: Derkovits Gyula képzőművészeti ösztöndíj
- 1966: Koszta József-díj
- 1967, 1970, 1976: Munkácsy Mihály-díj
- 1967: Vaszary-díj
- 1974: Munkácsy Mihály-emlékérem
- 1977: Kulturális Minisztérium Nívódíja
- 1980: érdemes művész
- 1985: kiváló művész